# اشتباكات جبل البشري 2022
كانت اشتباكات جبل البشري عام 2022 مجموعة من الاشتباكات التي اندلعت في منطقة مرتفعات جبل البشري على حدود محافظة دير الزور ومحافظة الرقة ومحافظة حمص بين قوات الحكومة السورية وتنظيم الدولة الإسلامية.
جاءت الهجمات بعد أن أبلغ المرصد السوري لحقوق الإنسان عن تجمع كبير من مقاتلي الدولة الإسلامية في صحراء تدمر في 9 يونيو.

## الاشتباكات
في 20 يونيو، قُتل 11 جنديًا سوريًا وسائقَا حافلات في كمين نصبه مسلحو تنظيم الدولة الإسلامية، استهدف حافلات للجيش السوري تقل جنودًا على الطريق السريع في منطقة الجيرة.
في 21 يونيو، قُتل 3 جنود سوريين وأصيب ثلاثة آخرون بعد أن هاجم مقاتلو تنظيم الدولة الإسلامية موقعًا عسكريًا مؤقتًا في صحراء جبل البشري على الحدود الإدارية بين محافظتي الرقة ودير الزور شمال شرق سوريا تحت غطاء عاصفة رملية.
في 22 يونيو، في وقت متأخر من اليوم، اندلعت اشتباكات بين القوات السورية وقوات تنظيم الدولة الإسلامية في صحراء جبل البشري، إثر قصف جوي للمنطقة من قبل الطيران الحربي الروسي استهدف مواقع لتنظيم الدولة الإسلامية. استمرت هذه الاشتباكات حتى اليوم التالي، مما أسفر عن مقتل ما لا يقل عن 9 جنود سوريين و7 مقاتلين من تنظيم الدولة الإسلامية.
في 24 يونيو، ردًا على الاشتباكات، شنت القوات السورية عمليات تمشيط واسعة النطاق في المنطقة للعثور على خلايا تنظيم الدولة الإسلامية في المنطقة والقضاء عليها.